# 首都警察足球會
首都警察足球會（Metropolitan Police F.C.）是一支位於英格蘭舒梨郡的職業足球會，目前於英格蘭足球依斯米安聯賽甲組中南角逐。

## 外部連結
- Official Metropolitan Police F.C. website （页面存档备份，存于）